# Augustin Leyser

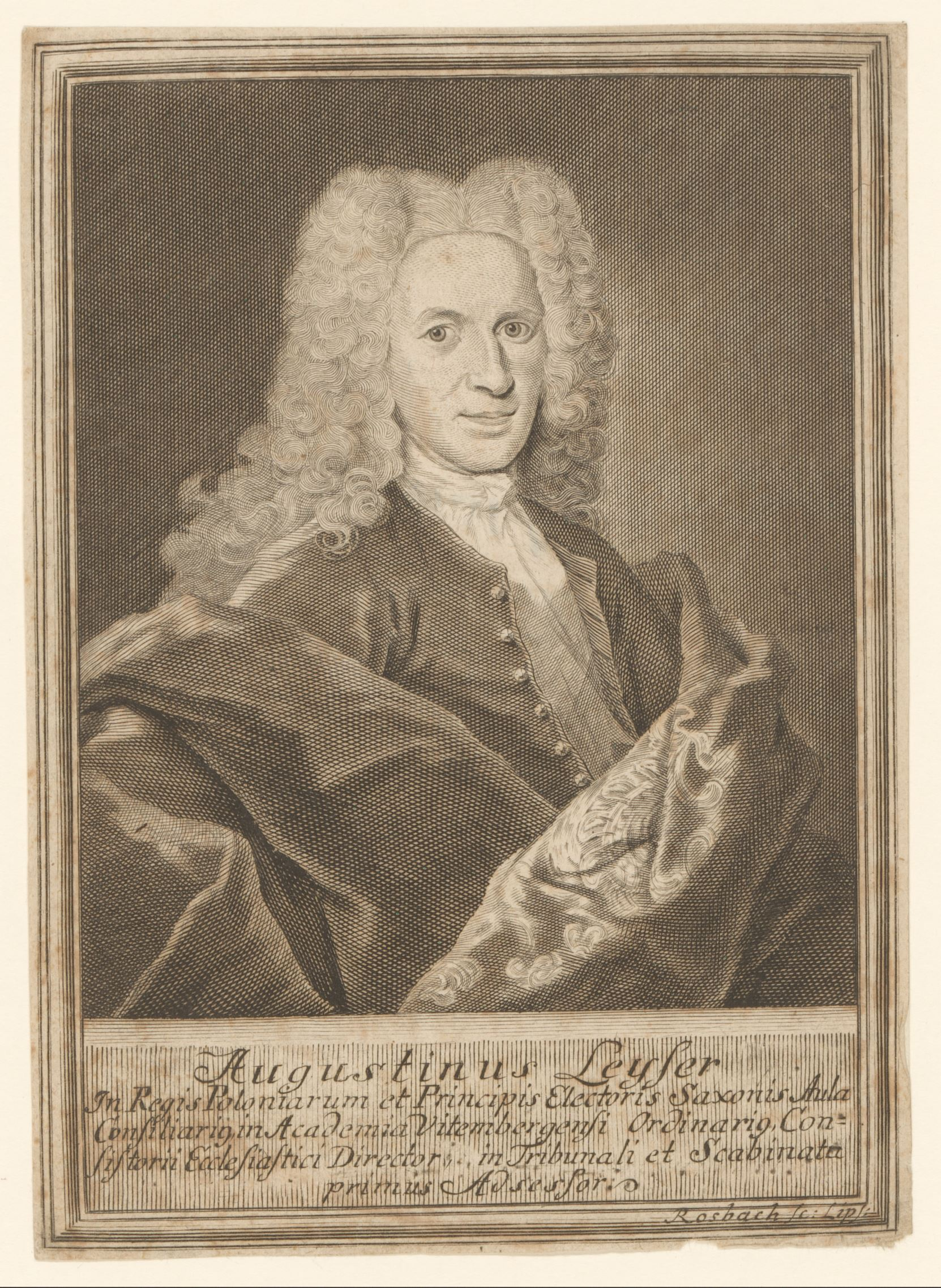
Augustin Freiherr von Leyser

Augustin Leyser, seit 1738 von Leyser, seit 1751 Freiherr von Leyser, auch Leiser, Leysser und Lysser, (* 18. Oktober 1683 in Wittenberg; † 4. Mai 1752 ebenda) war ein bedeutender Jurist des Usus modernus pandectarum und Erbherr auf Schloss Nudersdorf.

## Leben
Augustin Leyser wurde als Sohn des Professors der Rechte Wilhelm Leyser II. und seiner Ehefrau Christina (1652–1711) geboren. Bereits im Alter von sechs Jahren verlor er seinen Vater, so dass der Kanzler Johann Ernst von Schönleben seine Erziehung lenkte. Dieser schickte ihn auf die Klosterschule in Berge bei Magdeburg und 1697 auf das Gymnasium in Gotha. 1699 kehrte er nach Wittenberg zurück, um sich am 8. September 1699 an der juristischen Fakultät der Wittenberger Universität einzuschreiben. 1704 wechselte er an die Universität Halle und unternahm Studienreisen nach Holland, Italien, England, Köln, Wetzlar und Wien. Durch die vielfältigen Erfahrungen geprägt, kehrte er nach Wittenberg zurück, disputierte mit „De Logomachiis lurisperitorum“, worauf er am 20. Januar 1707 sein juristisches Lizentiat erwarb und zum Professor der Rechte sowie 1708 zum Beisitzer der Juristenfakultät und 1709 schließlich zum Doktor beider Rechte ernannt wurde. Neben seinen Vorlesungen betrieb er Studien zur Anfertigung von Dissertationen und rechtlichen Abhandlungen.
Im Jahre 1712 erhielt er eine ordentliche Professur für Öffentliches Recht (ius publicum) an der Universität Helmstedt, wo er im Wintersemester 1720 auch als Rektor der Universität fungierte. 1717 wurde er Hofgerichtsassessor in Wolfenbüttel und 1721 Hofrat in Braunschweig.
Aufgrund rechtlicher Streitigkeiten nahm er 1729 den Ruf an die Wittenberger Universität an. In Wittenberg wurde er Direktor des geistlichen Konsistoriums, erster Beisitzer am Hofgericht, bekam einen Schöffenstuhl am Hof und wurde dadurch schließlich noch zum Hofrat befördert. Leyser gelang es anhand seines Lehrprogramms, seine Studenten in nur 18 Monaten auf ihre Prüfungen vorzubereiten. In dieser Zeit unterrichtete er in 18 Wochenstunden, sowie drei Stunden praktische Übungen, unter Nutzung ihm geeigneter Lehrbücher alle Bereiche des Rechts.
Über seine familiären Verhältnisse ist bekannt, dass Leyser sich 1720 mit der Tochter seines Vetters Friedrich Wilhelm Leyser, einer Dorothea Elenore Leyser verehelichte. Aus dieser Verbindung stammten zwei Söhne, die beide, Wilhelm, als Erbherr zu Dommitzsch und königlich-polnischer und kurfürstlich-sächsischer Leutnant bei dem Gräfl. Stolbergischen Infanterie-Regiment am 8. Juni 1750 auf dem Rittergut Nudersdorf und Augustin, 1743 als Student, noch vor ihrem Vater verstarben.
Er wurde am 9. Mai 1752 bei Schloss Nudersdorf begraben, welches er 1738 erworben hatte. Wegen des frühen Todes seiner Söhne wurde sein Schloss an den braunschweig-lüneburgischen Oberappellationsrat Friedrich Wilhelm von Leyser († 1766), ein Sohn von Polykarp Leyser III. und Bruder von Polykarp Leyser IV., vererbt.

## Werk
Leyser war als Rechtslehrer, Richter und Gutachter tätig. Die Arbeiten und seine Ideen fanden literarischen Niederschlag in einer 1713 begonnenen und 1748 abgeschlossenen Sammlung von mehr als 700 kleineren Arbeiten. Er hatte sie über einen langen Zeitraum nach und nach im Plan in der Legalordnung der Digesten publiziert. Zusammen ergaben sie elf Bände, der Titel lautete Meditationes ad Pandectas. Es handelte sich um von Leyser selbst ausgearbeitete und von seinen Schülern verteidigte Dissertationen und Disputationen, in denen insgesamt Tausende von Sentenzen und Gerichtsurteilen und Spruchfakultäten, deren Mitglied Leyser war, auszugsweise wiedergegeben und erläutert werden.
Leyser hatte die Entwicklung des Privat- und Strafrechts erheblich beeinflusst. Obwohl seine Werke heute eine eher untergeordnete Bedeutung haben, flossen Anfang des 18. Jahrhunderts doch etliche seiner Rechtsanschauungen in die Rechtsentwicklung ein. Fasziniert war er vom Vernunftrecht Christian Wolffs und er las nach Samuel von Pufendorf. Bedeutsam war Leysers Haltung zum tradierten Rechtsinstitut der clausula rebus sic stantibus. Seine Vorarbeiten zum Themenkreis der Geschäftsgrundlage und die Probleme, die ausgelöst werden, wenn sie wegfällt, wurden immer wieder aufgegriffen und 2002 im Rahmen der Initiative der Schuldrechtsmodernisierung in § 313 BGB positiv geregelt.
Sein Ansehen war groß genug, dass er sein Adelsdiplom 1739 erneuern und kurz vor seinem Tode 1751 noch erweitern lassen konnte. Leyser starb am 4. Mai 1752. Mit ihm endet die Blütezeit der Spruchtätigkeit der juristischen Fakultät Leucorea, damals führend in Deutschland in Sachen Gutachtertätigkeit.
Zur Zeit Leysers, in der sich das Alte Reich dem Ende zuneigte, diskutierten die Juristen nicht mehr nur über die Integration des römischen Rechts in bestehendes örtliches Recht, soweit es dieses nicht ohnehin überlagerte (klassisches Zeitalter des usus modernus pandectarum). Hinzu trat ein frei entworfenes Naturrechtssystem.